# Sinophorus sapporoensis
Sinophorus sapporoensis là một loài tò vò trong họ Ichneumonidae.